# سمير تشاندا
سمير تشاندا (بالإنجليزية: Samir Chanda)‏ هو مصور سينمائي هندي، ولد في 19 أكتوبر 1957، وتوفي في 18 أغسطس 2011 في مومباي في الهند.

## وصلات خارجية
- سمير تشاندا على موقع IMDb (الإنجليزية)
- سمير تشاندا على موقع ألو سيني (الفرنسية)
- سمير تشاندا على موقع أول موفي (الإنجليزية)
- سمير تشاندا على موقع قاعدة بيانات الفيلم (الإنجليزية)